# Приключение (серия книг)
«Приключение» (порт. Uma Aventura) — серия детских книг португальских писательниц Аны Марии Магальяйнш и Изабел Алсады. Первая книга серии была опубликована в 1982 году. По состоянию на 2024 год серия насчитывает 67 книг.

## История
Ана Мария Магальяйнш и Изабел Алсада познакомились в 1976 году, когда работали в школе имени Фернандо Пессоа в Санта-Мария-дуз-Оливайш, где преподавали португальский язык и историю. Заметив отсутствие интереса к чтению среди своих учеников, они около четырёх лет писали рассказы для чтения в школе, используя псевдоним «Анел Алсайнш» (по другим данным «Авел Алсайнш»). Другие учителя также начали использовать тексты Магальяйнш и Алсады на уроках.
Вдохновлённые успехом, Магальяйнш и Алсада решили опубликовать книгу. Они провели опрос среди учеников средней школы, чтобы выяснить, какие жанры книг им нравятся, и выяснили, что популярностью пользуются детективные и мистические истории с персонажами-детьми.
По данным газеты Notícias Magazine, первая книга серии — «Приключение в городе» — была написана в ноябре 1981 года, однако согласно Diário de Notícias и Observador, книга была написана за три месяца, с января по апрель 1982 года. Три издателя отказали в публикации книги. Издательство Caminho согласилась опубликовать книгу при условии, что Магальяйнш и Алсада напишут второй том. Источником для второй книги — «Приключение на рождественских каникулах» — послужили впечатления Магальяйнш от поездки в Траз-уш-Монтиш. Обе книги были изданы одновременно, 25 ноября 1982 года.

## Персонажи
- Тереза и Луиза — близнецы, в первой книге учатся в шестом классе. Очень похожи и скрывают от других черту, по которой можно их различить. Смелые и решительные, хотя иногда видят тайну в каждой ситуации. Во многих книгах упоминается также их пудель Каракол (с порт. — «улитка»)[8].
- Педру — девятиклассник, отличник, считается самым умным в компании, планирует изучать медицину. Живёт с родителями и сестрой. Сначала не ладил с Шику (первая книга начинается с драки между ними). Хотел бы быть таким же сильным, как Шику, и заниматься сёрфингом[8].
- Шику — девятиклассник, самый смелый и спортивный в компании, учится хуже всех в классе. Драчун, но никогда не обижает младших. Считает друзей второй семьёй, так как обстановка у него дома неблагополучная. Часто влюбляется[8].
- Жуан — самый младший в компании, учится в пятом классе. Очень любит животных, особенно свою овчарку по кличке Фаял, за что друзья называют его «собачником». Живёт с бабушкой, а его родители работают в Германии[8].

## Книги
1. «Приключение в городе» (1982);
2. «Приключение на рождественских каникулах» (1982);
3. «Приключение на скале» (1983);
4. «Приключение в поездке» (1983);
5. «Приключение в лесу» (1983);
6. «Приключение между Дору и Минью» (1983);
7. «Тревожное приключение» (1984);
8. «Приключение в школе» (1984);
9. «Приключение в Рибатежу» (1984);
10. «Приключение в Эвора-Монте» (1984);
11. «Приключение в шахте» (1985);
12. «Приключение в Алгарви» (1985);
13. «Приключение в Порту» (1985);
14. «Приключение на стадионе» (1985);
15. «Приключение на суше и на море» (1986);
16. «Приключение под землёй» (первоначальное название «Приключение в метро»; 1986);
17. «Приключение в супермаркете» (1986);
18. «Музыкальное приключение» (1987);
19. «Приключение на пасхальных каникулах» (1987);
20. «Приключение в театре» (1987);
21. «Приключение в пустыне» (1988);
22. «Приключение в Лиссабоне» (1988);
23. «Приключение на летних каникулах» (1989);
24. «Приключение на карнавале» (1989);
25. «Приключение на островах Кабо-Верде» (1990);
26. «Приключение во дворце Пена» (1990);
27. «Зимнее приключение» (1990);
28. «Приключение во Франции» (1991);
29. «Фантастическое приключение» (1991);
30. «Летнее приключение» (1992);
31. «Приключение на Азорских островах» (1993);
32. «Приключение в Серра-да-Эштрела» (1993);
33. «Приключение на пляже» (1994);
34. «Опасное приключение» (1994);
35. «Приключение в Макао» (1995);
36. «Приключение в библиотеке» (1996);
37. «Приключение в Испании» (1996);
38. «Приключение в доме с привидениями» (1997);
39. «Приключение на телевидении» (1998);
40. «Приключение в Египте» (1999);
41. «Приключение в Кинта-даж-Лагримаш» (1999);
42. «Приключение в Хэллоуин» (2000);
43. «Приключение в замке Вентуш» (2001);
44. «Секретное приключение» (2002);
45. «Приключение на необитаемом острове» (2003);
46. «Приключение между двумя берегами реки» (2004);
47. «Приключение на кабаньей тропе» (2005);
48. «Приключение в поезде» (2006);
49. «Приключение в загадочном лабиринте» (2007);
50. «Приключение в открытом море» (2008);
51. «Приключение на Амазонке» (2009);
52. «Приключение в Пулу-де-Лобу» (2010);
53. «Приключение на острове Тимор» (2011);
54. «Приключение не по адресу» (2012);
55. «Приключение в замке Трёх Сокровищ» (2013);
56. «Приключение в доме Лагоа» (2014);
57. «Приключение в загадочной гостинице» (2015);
58. «Приключение на Мадейре» (2016);
59. «Приключение в Конимбриге» (2017);
60. «Приключение во дворце с зелёными окнами» (2018);
61. «Приключение на дне моря» (2019);
62. «Приключение в полёте» (2020);
63. «Приключение в ненастную ночь» (2021);
64. «Приключение в Аравии» (2022);
65. «Приключение в загадочном поместье» (2022);
66. «Приключение в конце каникул» (2023);
67. «Приключение на Башне сокровищ» (2024).

## Экранизации
- Телесериал «Приключение[порт.]» (2000—2007, 5 сезонов)[9].
- Фильм «Приключение в доме с привидениями[порт.]» (2009)[10].

## Адаптация
Книга «Приключение в Лиссабоне» была адаптирована по методу Ильи Франка для русскоязычных читателей, изучающих португальский язык.